# 元和姓纂

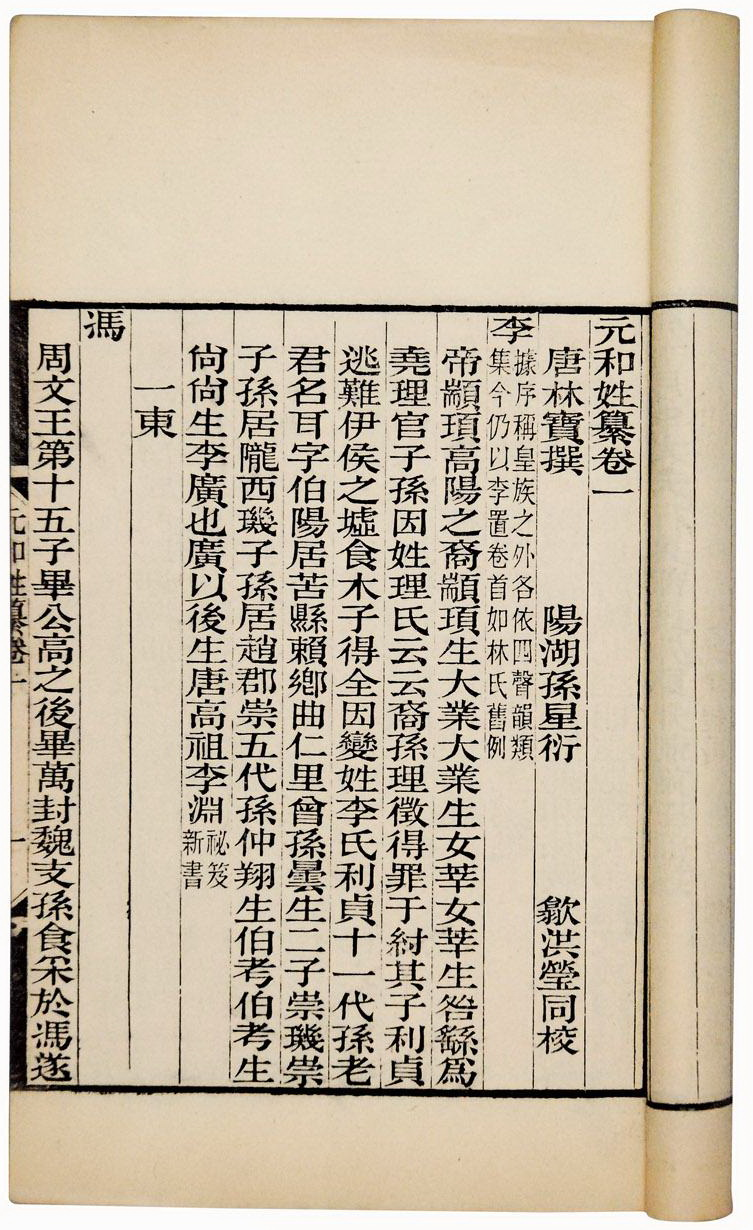
《元和姓纂》卷一首页，清光绪六年（1880年）金陵书局刻本

《元和姓纂》，唐代姓氏譜牒專書。唐憲宗元和七年（812年），太常博士林寶奉詔撰成，以姓、望、房三級結構條貫，記錄各個姓氏來源的書籍，原本十卷。

## 四校
清朝官修《四庫全書》自《永樂大典》輯出，並進行一校工作，輯成十八卷。孫星衍、洪瑩進行二校工作，後羅振玉進行第三次校勘。
岑仲勉又重行校勘，寫成《元和姓纂四校記》，特重於“芟誤”、“拾遺”、“正本”、“伐偽”，功力最深，收穫最多；王仲犖又作《关於岑仲勉元和姓纂四校记》，對岑仲勉未及者又有所補益。